# Nolwen (prénom)
Pour les articles homonymes, voir Nolwenn.
Nolwen ou Nolwenn est un prénom masculin ou féminin de tradition bretonne.

## Étymologie du prénom
Le prénom est donné en référence à Noyale de Pontivy (Naolwenn en breton), sainte bretonne.
Nolwen ou Nolwenn est le résultat d'une évolution phonétique des deux éléments Naol et gwenn. Gwenn muté en wenn, signifie « blanc, bienheureux » et Naol est un toponyme : Noyal-Pontivy, commune située au sud de Pontivy, Morbihan, d'où le sens global de « la Blanche de Noyal »
Certains analysent cependant ce prénom en an heol gwenn "Soleil Blanc" ou an oan gwenn "Agneau Blanc".[réf. nécessaire]

## Sainte chrétienne
Deux versions de l'histoire de la sainte :
1. Nolwenn, vierge et martyre du VIe siècle. Nolwenn, fille d'un prince irlandais, était destinée à se marier à un comte très âgé, alors qu'elle aimait un jeune écuyer. Pour fuir cette destinée, elle s'exila en Armorique pour y mener une vie d'ermite. Après avoir touché les côtes, elle s'enfonce dans les terres pour y vivre pleinement sa vie de recluse. Mais là, elle en fut empêchée, courtisée par un seigneur, qu'on appelait le Tyran de Nizon (ou Nezan). Face au refus de Nolwenn, le seigneur, très offensé, lui fit trancher la tête, non loin de Bignan. On raconte que la sainte ramassa alors sa tête et reprit sa route à la recherche d'un lieu pour y placer sa sépulture[2]. Là où sa route s'arrêta, s'élève toujours de nos jours la chapelle Sainte-Noyale à Noyal-Pontivy, au plafond de laquelle est retracée cette légende.
2. Une princesse irlandaise prénommée Gwen (Blanche, Finn en irlandais) aurait été exilée en Bretagne, installée dans sa nouvelle contrée souvent elle organisait des fêtes et les gens des environs ont pris pour habitude de dire lorsqu'ils se rendaient pour les fêtes au pays (Naol) de Gwen « mont a ran e bro nolwenn » (« je vais au pays de Gwen »). Le prénom Nolwenn symbolise donc la jovialité.

Sainte Nolwenn est surtout vénérée dans le Morbihan comme sainte patronne de plusieurs chapelles. Elle est invoquée principalement pour la guérison des migraines. Nolwenn se fête le 6 juillet (calendrier des saints bretons).